# Calonectria pyrochroa
Calonectria pyrochroa är en svampart som först beskrevs av Jean Baptiste Desmazières, och fick sitt nu gällande namn av Pier Andrea Saccardo 1878. Calonectria pyrochroa ingår i släktet Calonectria och familjen Nectriaceae.  Arten är reproducerande i Sverige. Inga underarter finns listade i Catalogue of Life.